# ハローウェル (フリゲート)
ハローウェル (HMCS Hallowell) はカナダ海軍のフリゲート。リバー級。
最初はオンタリオ州のピクトン (Picton) が艦名として提案されたが、「Pictou」という似た名前の艦が存在したため却下された。近隣の地名であるAtholやGlenoraも同様の理由で不可となり、最終的に元はピクトンを含んでいたHallowellが艦名として承認された。
モントリオールのカナディアン・ヴィッカース社で建造。1943年11月22日起工。1944年3月28日進水。1944年8月8日、E. S. P. Pleasanceの指揮下で就役した。
9月3日にハリファックスに到着。「ハローウェル」は訓練のため9月30日に掃海艇「Kapuskasing」とともにバミューダへ向かったが、到着時に「Kapuskasing」に衝突した。さらに10月17日にはアメリカ陸軍の平底船と衝突。艦長は更迭され、10月19日にR. H. Angus少佐が新たな艦長となった。
「ハローウェル」はハリファックスに戻った後C1護衛グループに配属され、大西洋を横断する船団を9度護衛した。1945年8月5日、D. Davis大尉が艦長となる。
1945年11月7日退役。1946年にウルグアイの団体に売却されて商船となった後、1949年にパレスチナの会社に売却されて「Sharon」と改名された。
1952年にイスラエル海軍が取得し、「Misgave」（または「Misnak」）と改名され、120mm砲3門などで再武装された。1953年のギリシャでの地震の際は支援活動にあたり、第二次中東戦争ではガザ地区への砲撃に参加した。
1959年、スリランカ海軍へ売却され、「Gajabahu」と改名。1978年に廃棄された。